# Урусова, Софья Александровна
Княжна Софья Александровна Урусова, в замужестве княгиня Радзивилл (8 мая 1804 — 17 июля 1889) — светская красавица, фрейлина, фаворитка Николая I.

## Биография
Одна из трёх дочерей обер-гофмейстера Александра Михайловича Урусова (1766—1853) от его брака с Екатериной Петровной Татищевой (1775—1855), сестрой дипломата Д. П. Татищева. Родилась 8 мая 1804 года в Москве, крещена 17 мая в церкви святого Мученика Ианнуария в Запасном дворце при восприемстве деда П. А. Татищева и бабки М. Я. Татищевой.
Семья Татищевых была большая (8 сыновей и 3 дочери) и дружная, между собой они говорили на английском языке. В 1820 году вторая их дочь, Софья, стала выезжать в свет. В обществе сразу заметили её совершенную красоту, она была высокая и ловкая, и во всем её облике была удивительная свежесть. Многие находили её ещё лучше старшей сестры Марии и звали её «царицей московских красавиц». Но некоторые завистники называли её и «богиней глупости». Про неё слагали анекдоты. Однако это не мешало успеху Урусовой в свете. По словам современницы, её красота возбуждала зависть, но, в сущности, она была добрая и милая девушка.
Вся Москва с ума сходила от восторга, когда она появлялась на балу. В мужья Урусовой прочили богатых графов Дмитрия Шереметева и Владимира Мусина-Пушкина. Лорд Джон Кеннеди в 1826 году писал, что полковник Эдвард Купер, сразу же по своем приезде в Россию объявил, что был наслышан о красоте Урусовой и намерен на ней жениться.
Весной 1827 года в гостеприимном доме князя Урусова часто бывал А. С. Пушкин, который, подражая Вольтеру, написал Софье известное четверостишие. Пользуясь вниманием княжны Софьи, Пушкин вызвал ревность у её двоюродного брата, артиллерийского офицера В. Д. Соломирского, и был вызван им на дуэль. Впрочем, конфликт был улажен общими усилиями друзей.

## Фаворитка

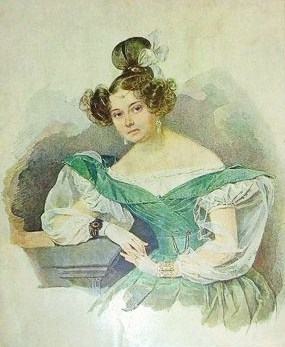
Княжна Софья Урусова
(художник Пётр Соколов)

На коронационных торжествах княжна Урусова была замечена императором Николаем I. Вскоре «эту цацу», как заметила в своих мемуарах остроумная А. О. Смирнова, привезли из Москвы в Петербург и в ноябре 1827 года сделали фрейлиной императрицы Александры Федоровны. Внимание императора к красавице Урусовой зашло гораздо дальше, чем следовало. Так, французский историк Марк Фурнье писал:
Император не заслуживает никакого упрёка (в супружеской измене), если не считать нескольких нежных изъявлений, тайно сделанных юной  княжне, прославившейся своей красотой... Княжна Урусова, бесспорно, представляла собой законченный тип русской красавицы. Нельзя было встретить лица чище и свежее. Её волосы падали мягкими и обильными волнами на округлые плечи – со всей роскошью античного контура. Особенно хороши были её глаза, большие голубые, полные света и неги, глаза, излучавшие вокруг какую-то магнетическую силу.

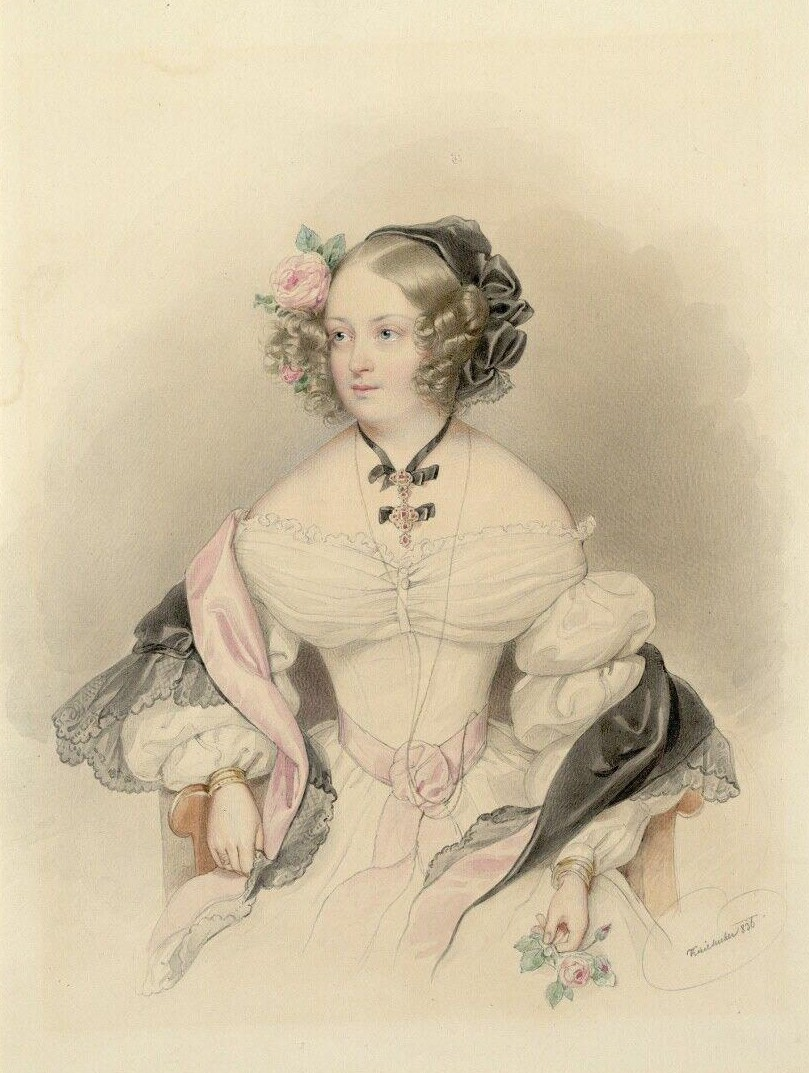
Софья Александровна (1836)

По словам Д. Фикельмон, положение «загадочной и непроницаемой» Урусовой при дворе было двусмысленным. Все общество считало её метрессой императора, императрица же была с ней приветлива и дружелюбна. С другой стороны, император отличал её, высказывал ей своё почитание у всех на виду. Поведение же самой Урусовой выражало абсолютное смирение перед императрицей, но было не совсем естественным перед императором, смесь робости, замешательства и интимности:
Благосклонность к Софье Урусовой превратилась в фаворитизм... Великолепная особа, у неё не совсем правильные черты, зато белокурые волосы, очень белая кожа, волшебные плечи, но лицо, на котором написано сознание красоты, бесстрастно.

Великая княжна Ольга Николаевна, пытаясь развеять эти слухи, писала об Урусовой:
Она была красавица, энергичная, высокого роста, с чудесным голосом альтового тембра, и за её холодной внешностью скрывалась страстная натура... Немногие рисковали приблизиться к ней: был пущен слух, что Папа к ней неравнодушен. Это было неправдой. Никто другой, кроме Мама, никогда не волновал его чувств, такая исключительная верность многим казалась просто чрезмерной добросовестностью.
Её слова подтверждаются и другим источником. Смирнова-Россет, в частности, писала: «Урусова была горда и глупа, но чиста, как хрусталь».

## Замужество
Озабоченный судьбой Урусовой, император желал выдать её за своего племянника П. К. Александрова, который, хоть и был влюблён в княжну, испугался этой «чести». Ю. А. Татищева, тётка Урусовой, видела племянницу женой графа И. И. Воронцова-Дашкова.
30 августа 1832 года было объявлено о помолвке Софьи Урусовой с князем Львом Людвиговичем Радзивиллом (1808—1884), наследником древней клецкой ординации. Княжна уверяла, что замуж идёт по любви. По словам А. Я. Булгакова, «если Софья Урусова долго ждала, по крайней мере не напрасно: Радзивилл молод, красив, адъютант у государя, прекрасный малый и страшно богат».

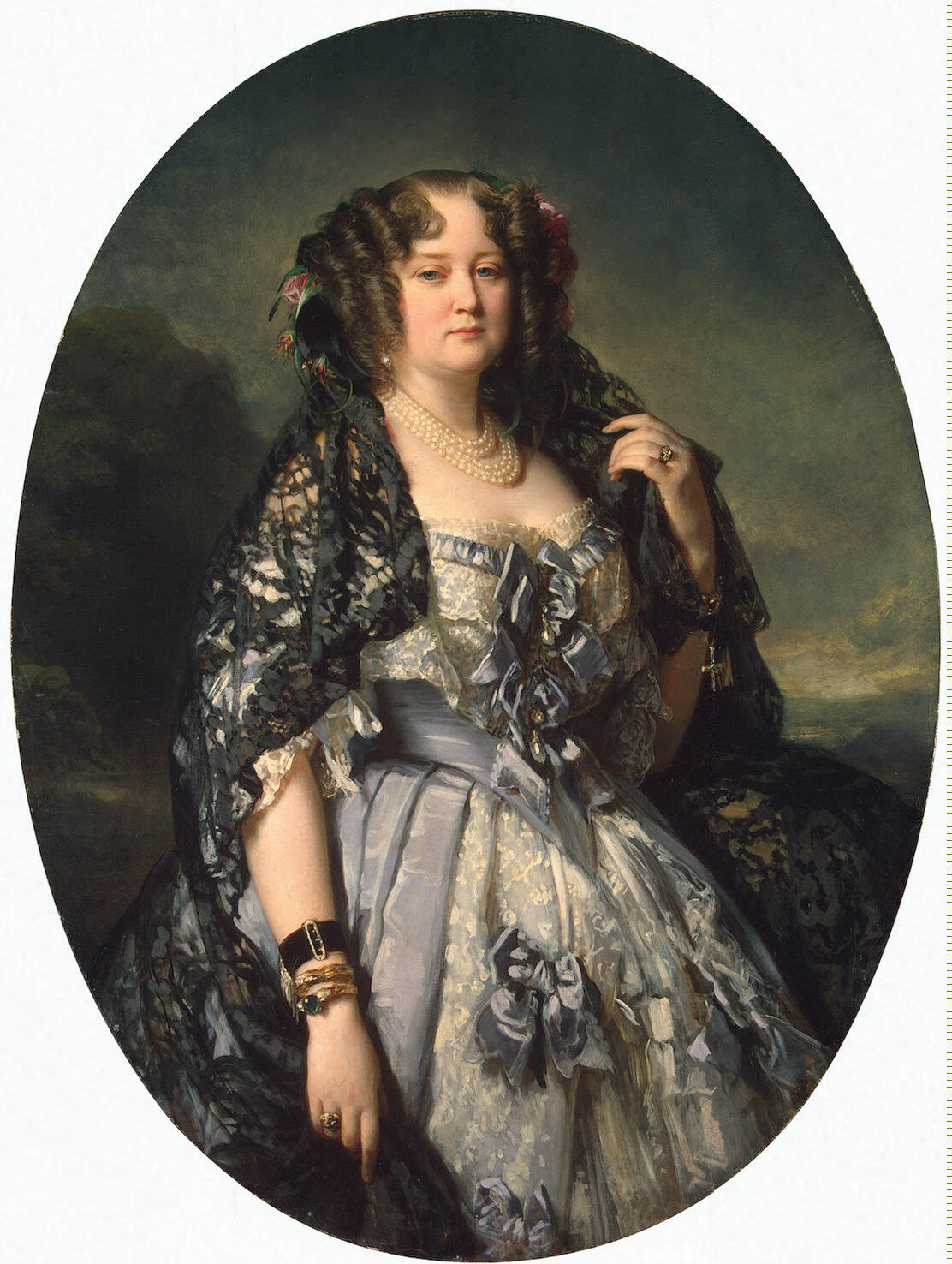
Княгиня С. А. Радзивилл в возрасте 60-ти лет на портрете Винтерхальтера

29 января 1833 года состоялось венчание, сначала в Придворном соборе в Зимнем дворце, а после в Римско-католической церкви Св. Екатерины в Петербурге. На обстоятельства, при которых совершилось это замужество, бросает некоторую тень П. А. Вяземский в письме к В. А. Жуковскому:
Урусова  вчера обратилась в княгиню Радзивилл, по крайней мере, духовно: о дальнейшем преображении не ведаю. Да едва ли! Он был очень болен и не совсем ещё оправился, а женился потому, что последние дни настали.
Выйдя замуж, Софья Радзивилл перестала служить предметом злословия, но счастья в своем браке не нашла. Служебные обязанности князя заставляли супругов подолгу жить врозь. Софья писала мужу страстные письма и жаловалась на свое одиночество: «Мне нужна семья, любимые люди и особенно мне нужно, чтобы меня любили». Он же делал успешную карьеру и совсем не тяготился разлукой с женой. С 1846 года ей принадлежал особняк на Дворцовой наб., 16. Много времени проводила за границей, где жила одна. В конце 1850-х годах была принята при дворе Наполеона III и была заметной фигурой в парижских великосветских кругах. По словам современника, вместо настоящей хозяйки в салоне русского посланника графа Киселева царила княгиня Радзивилл, она «была очень изящная и величественная, но считалась за женщину капризную и высокомерную. В Париже она любила вспоминать как Николай I желал ей всегда добра. Она покровительствовала герцогу де Морни, любила его слушать и дала ему много покровительственных писем, когда он отправился в Петербург». Не порывая связей с придворным кругом, Софья хлопотала за родных и делала протекции. В ноябре 1860 года в она дежурила при теле умершей императрицы Александры Фёдоровны в Петербурге.
Последние годы жизни княгини были омрачены скандалами и судебными разбирательствами с мужем. В 1859 году она из анонимных писем узнала о его изменах и приняла решение о разрыве. «Хватит страданий! Терпение имеет границы. Я, будучи так несчастна, всегда вела себя по отношению к нему великодушно и благородно. Я не могу больше продолжать смиряться и делить эти муки, не унижаясь», — писала она. Вслед за разрывом с женой князь Радзивилл сделал попытку лишить её содержания, объявив ей, что она не имеет право на имущество семьи. Свои интересы ей удалось отстоять с помощью брата князя П. А. Урусова, но ещё дважды муж предпринимал эти попытки. В перерывах между скандалами и выяснениями отношений князь Радзивилл писал жене письма с жалобами на судьбу и слал ей поздравления, на которые она отвечала. Княгиня Радзивилл на несколько лет пережила мужа и скончалась в глубокой старости 17 июля 1889 года в Париже. Похоронена на кладбище Монмартр (могила сохранилась). В последний путь её проводили брат Пётр и племянники. Детей у неё не было.